# Shadows & Dust
Shadows & Dust è il sesto album in studio del gruppo death metal canadese Kataklysm, pubblicato nel 2002.

## Tracce
1. In Shadows & Dust – 2:46
2. Beyond Salvation – 4:10
3. Illuminati – 4:59
4. Chronicles of the Damned – 3:14
5. Bound in Chains – 3:24
6. Where the Enemy Sleeps – 5:20
7. Centuries (Beneath the Dark Waters) – 5:57
8. Face the Face of War – 5:10
9. Years of Enlightment / Decades in Darkness – 5:15

## Formazione
- Maurizio Iacono – voce
- Jean-François Dagenais – chitarra
- Stephane Barbe – basso
- Max Duhamel – batteria